# Цхінвалі
Цхінва́лі (груз. ცხინვალი, ос. Цхинвал або Чъреба) — місто в Грузії, яке знаходиться під російською окупацією, «столиця» самопроголошеної Республіки Південна Осетія. До 1990 року адміністративний центр Південно-Осетинської автономної області, що входила до Грузинської РСР у складі СРСР.

## Географія
Цхінвалі розташоване в долині річки Діді-Ліахві, у передгір'ї Великого Кавказу, на висоті 870 м над рівнем моря, за 110 км на північний захід від столиці Грузії міста Тбілісі.

## Клімат
У місті вологий континентальний клімат, з помірно холодною зимою і тривалим теплим літом. Середньорічна температура — +9,5°С. Абсолютний мінімум — -28°C, абсолютний максимум — +36°C. Середньорічна кількість опадів складає 764 мм.
| Кліматограма Цхінвалі | Кліматограма Цхінвалі | Кліматограма Цхінвалі | Кліматограма Цхінвалі | Кліматограма Цхінвалі | Кліматограма Цхінвалі | Кліматограма Цхінвалі | Кліматограма Цхінвалі | Кліматограма Цхінвалі | Кліматограма Цхінвалі | Кліматограма Цхінвалі | Кліматограма Цхінвалі |
| --- | --------------------- | --------------------- | --------------------- | --------------------- | --------------------- | --------------------- | --------------------- | --------------------- | --------------------- | --------------------- | --------------------- |
| С | Л                     | Б                     | К                     | Т                     | Ч                     | Л                     | С                     | В                     | Ж                     | Л                     | Г                     |
| 64 1 −7 | 55 2 −6               | 79 6 −3               | 87 12 2               | 82 17 7               | 64 21 11              | 47 24 14              | 41 25 14              | 45 20 10              | 68 14 5               | 67 8 −1               | 65 3 −5               |
| Середня макс. і мін. температури повітря (°C) Атмосферні опади (мм), за рік : 764 мм. Джерело: «Climate-Data.org» (англ.) |                       |                       |                       |                       |                       |                       |                       |                       |                       |                       |                       |

## Назва
Топонім «Цхінвалі» (Krcxin-vali) походить від назви дерева rcxila (давн.-груз. krcxila) — граб; дослівно назву можна перекласти як «місцевість, де ростуть граби».

## Історія

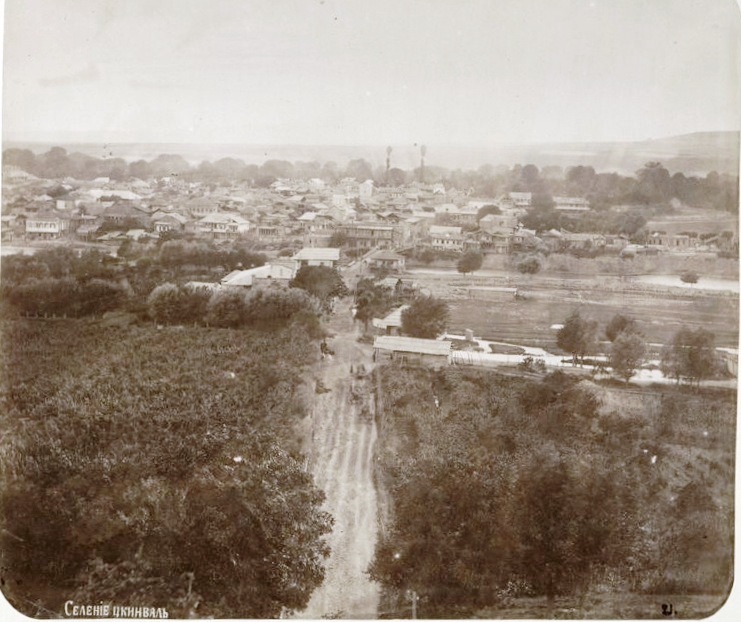
Цхінвалі, 1886 рік

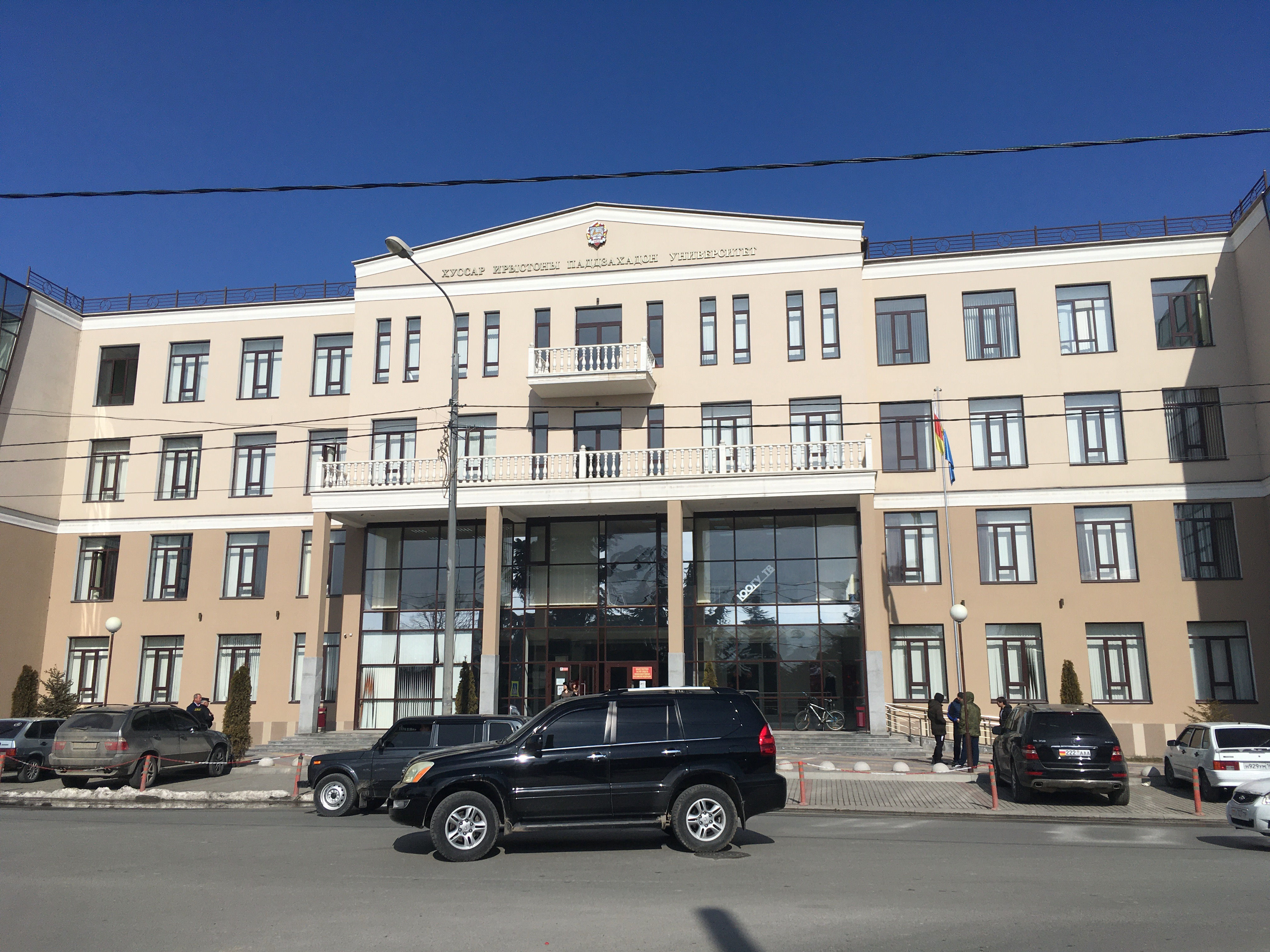
Південно-Осетинський державний університет імені Олександра Тибілова

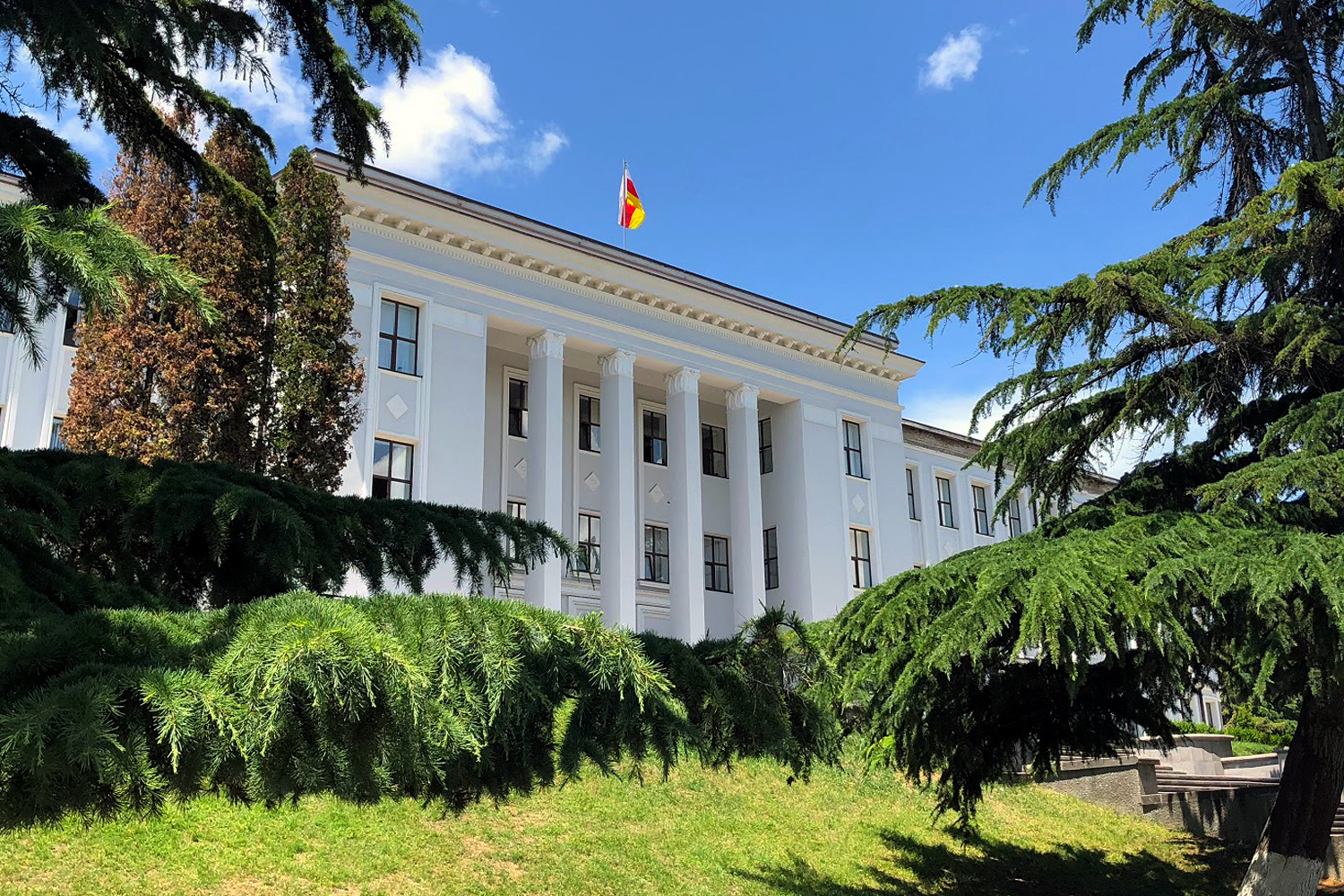
Так званий Парламент Південної Осетії

Перше письмове згадування про Цхінвалі належить до 1398 року. Існує версія, за якою Цхінвалі було збудовано у III столітті Картлійським царем Асфагуром. 
На момент входження Картлі-Кахетинського царства (1801) до складу Росії це було невелике місто, яке згодом розрослося. 
Після радянізації Грузії в 1922 році Цхінвалі було приєднано до складу Південно-Осетинської автономної області Грузинської РСР, у період з 1934 до 1961 місто називалося Сталінірі (на честь Сталіна).
У серпні 2008 року місто постраждало під час збройного конфлікту між Росією та Грузією.
За сучасним адміністративно-територіальним розподілом Грузії місто було віднесене до Горійського району, однак влада Грузії місто не контролює. Фактично Цхінвалі є столицею самопроголошеної Республіки Південна Осетія, яка перебуває у стані конфлікту з Республікою Грузія.

## Населення
У місті, станом на 2020 рік, мешкає 32,699 осіб, здебільшого осетини.
| Рік  | Чисельність | Чисельність |
| ---- | ----------- | ----------- |
| 1886 | 3832        |             |
| 1897 | 3963        |             |
| 1910 | 5033        |             |
| 1922 | 4543        |             |

| Рік  | Чисельність | Чисельність |
| ---- | ----------- | ----------- |
| 1923 | 4543        | [ 1 ]       |
| 1926 | 5809        | [ 1 ]       |
| 1939 | 13 810      | [ 1 ]       |
| 1959 | 21 641      | [ 1 ]       |

| Рік  | Чисельність | Чисельність |
| ---- | ----------- | ----------- |
| 1970 | 30 311      | [ 1 ]       |
| 1979 | 34 794      | [ 1 ]       |
| 1989 | 42 934      | [ 1 ]       |
| 2012 | 28 664      |             |

| Рік  | Чисельність | Чисельність |
| ---- | ----------- | ----------- |
| 2015 | 30 432      | [ 4 ]       |
| 2019 | 32 180      | [ 1 ]       |
| 2020 | 32 699      | [ 1 ]       |

| Рік  | Чисельність | Чисельність |
| ---- | ----------- | ----------- |
| 1886 | 3832        |             |
| 1897 | 3963        |             |
| 1910 | 5033        |             |
| 1922 | 4543        |             |

| Рік  | Чисельність | Чисельність |
| ---- | ----------- | ----------- |
| 1923 | 4543        | [ 1 ]       |
| 1926 | 5809        | [ 1 ]       |
| 1939 | 13 810      | [ 1 ]       |
| 1959 | 21 641      | [ 1 ]       |

| Рік  | Чисельність | Чисельність |
| ---- | ----------- | ----------- |
| 1970 | 30 311      | [ 1 ]       |
| 1979 | 34 794      | [ 1 ]       |
| 1989 | 42 934      | [ 1 ]       |
| 2012 | 28 664      |             |

| Рік  | Чисельність | Чисельність |
| ---- | ----------- | ----------- |
| 2015 | 30 432      | [ 4 ]       |
| 2019 | 32 180      | [ 1 ]       |
| 2020 | 32 699      | [ 1 ]       |

У результаті урбанізації частка осетинського населення за роки радянської влади зросла і ще до 1959 року склала більшу частину населення Цхінвалі, а ще до початку грузино-осетинського конфлікту у 1990-х роках більша частина грузинського населення залишила місто, отримавши попередження про заплановане введення до Цхінвалі військових сил неформальних угрупувань.

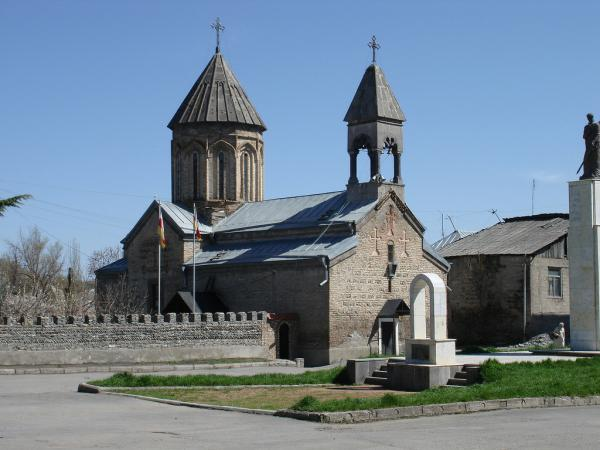
Церква Сурб Аствацацін

|      | Населення | Осетини | Грузини | Євреї  | Вірмени | Росіяни |
| ---- | --------- | ------- | ------- | ------ | ------- | ------- |
| 1886 | 3 832     | —       | 29,3 %  | 51,1 % | 19,4 %  | —       |
| 1917 |           | 8,8 %   | 34,4 %  | 38,4 % | 17,7 %  | —       |
| 1922 | 4 543     | 13,5 %  | 31,7 %  | 36,3 % | 16,8 %  | ~1,0 %  |
| 1926 | 5 818     | 19,8 %  | 33,0 %  | 30,4 % | 14,2 %  | 2,0 %   |
| 1939 | 13 810    | 44,3 %  | 24,9 %  | 14,1 % | 6,0 %   | 8,6 %   |
| 1959 | 21 641    | 57,4 %  | 21,5 %  | ~7,5 % | 4,0 %   | 7,3 %   |
| 1970 | 30 311    | 68,8 %  | 18,1 %  | 4,9 %  | 2,5 %   | 3,9 %   |
| 1979 | 34 791    | 72,8 %  | 16,1 %  | 1,9 %  | 2,0 %   | 5,0 %   |
| 1989 | 42 333    | 74,5 %  | 16,3 %  | 0,9 %  | 1,7 %   | 4,3 %   |

## Пам'ятки культури та архітектури
У місті збереглися грузинські пам'ятки архітектури — Кавтська церква св. Георгія (VIII—IX ст.ст.), церква Успіння Богоматері, Квірацховельська церква, Згудерська церква св. Георгія. 
У Цхінвалі знаходиться резиденція єпархії Нікозі і Цхінвалі грузинської православної церкви.

## Міста-побратими
- Тирасполь (Молдова)
- Сухумі (Грузія)

## Люди
- Бестаєва Тетяна Володимирівна (1937—2021) — радянська та російська актриса театру і кіно
- Алла Джиоєва (* 1949) — політик та державний діяч Південної Осетії.